# 大同燐寸
大同燐寸（だいどうまっち）は、かつて兵庫県神戸市兵庫区に存在した企業。マッチの生産を行っていた。

## 大同燐寸設立
1926年、当時日本進出を目指していたスウェーデン燐寸は、日本の全燐寸会社との合弁を試みたものの失敗に終わり、その翌年以降は、日本の個々の燐寸会社との折衝を試みるようになる。そして当時日本一であった東洋燐寸との折衝に入り、東洋燐寸、日本燐寸、公益社を統合した大同燐寸が設立された。大同燐寸の社長には瀧川儀作が就任し、同社の資本の半分はスウェーデン燐寸から拠出されていた。工員7000人、工場15箇所、印刷工場2箇所、軸木工場3箇所、月の生産能力3万トンで国内の65%を抑えるという規模であった。

## 衰退から消滅へ
大同燐寸は国内需要の8割ほどを制覇するに至ったが、1931年からの不況により賃金引下げや工場閉鎖が相次ぎ、1932年には重役間での内紛が発生し、瀧川儀作は社長を退きスウェーデン燐寸系の人物が社長に就任した。しかし、同年スウェーデン燐寸本社社長のイーヴァル・クルーガーが資金難を苦に自殺し、スウェーデン本国からの支援が絶たれて経営が成り立たなくなる。同年、大同燐寸は鮎川義介の日本産業の傘下に入り、1939年には日産農林工業との合併により消滅した。　